# 李樹初
李樹初（1587年—1643年），字客天，號仙郎，湖广蕲州人，祖籍福建上杭。名医李時珍之孫，進士出身，明朝政治人物。

## 生平
万历四十六年（1618年）戊午科湖广乡试举人，四十七年（1619年）联捷己未科進士，吏部觀政，天啓二年（1622年）任戶部福建司主事，三年管理河西務鈔關，四年晉郎中，督宣大餉，六年轉大同知府，七年四月升山西按察司副使、雁平道，調口北道，驻赤城。時太監王坤節制宣大，巡按道員俱行角門進見，树初稱疾不出，將中陽之，适珰敗，得免。後以山西副使致政家居，扁舟湖上，自課詩文，有《潁餘慵緒》數十卷。會流冠猖蹶，磬家資築槃石、符乾二矾，蘄人賴之。崇祯十六年癸未，张献忠围蕲州，城破，與子孫訣曰：“我在籍自當盡節，爾輩讀聖賢書，死生有命，不可屈於賊。”賊執之，不屈死，年五十七。有《颖余慵绪》文集十余卷。

## 家族
曾祖李言聞。祖父李時珍，封文林郎。父李建木，庠生。本生父李建中。母彭氏，封太恭人。
继妻封氏、長子延慶，貢生；孫之蘋、之藻廩生等從死，祀鄉賢，乾隆四十一年謚節愍。
副使李樹初墓在州東東湖庵，父同知建中墓在盤龍觜，母彭恭人墓在廣濟栗木橋仙姑山，嗣父建木墓在竹林湖。